# Friedrich Max Müller

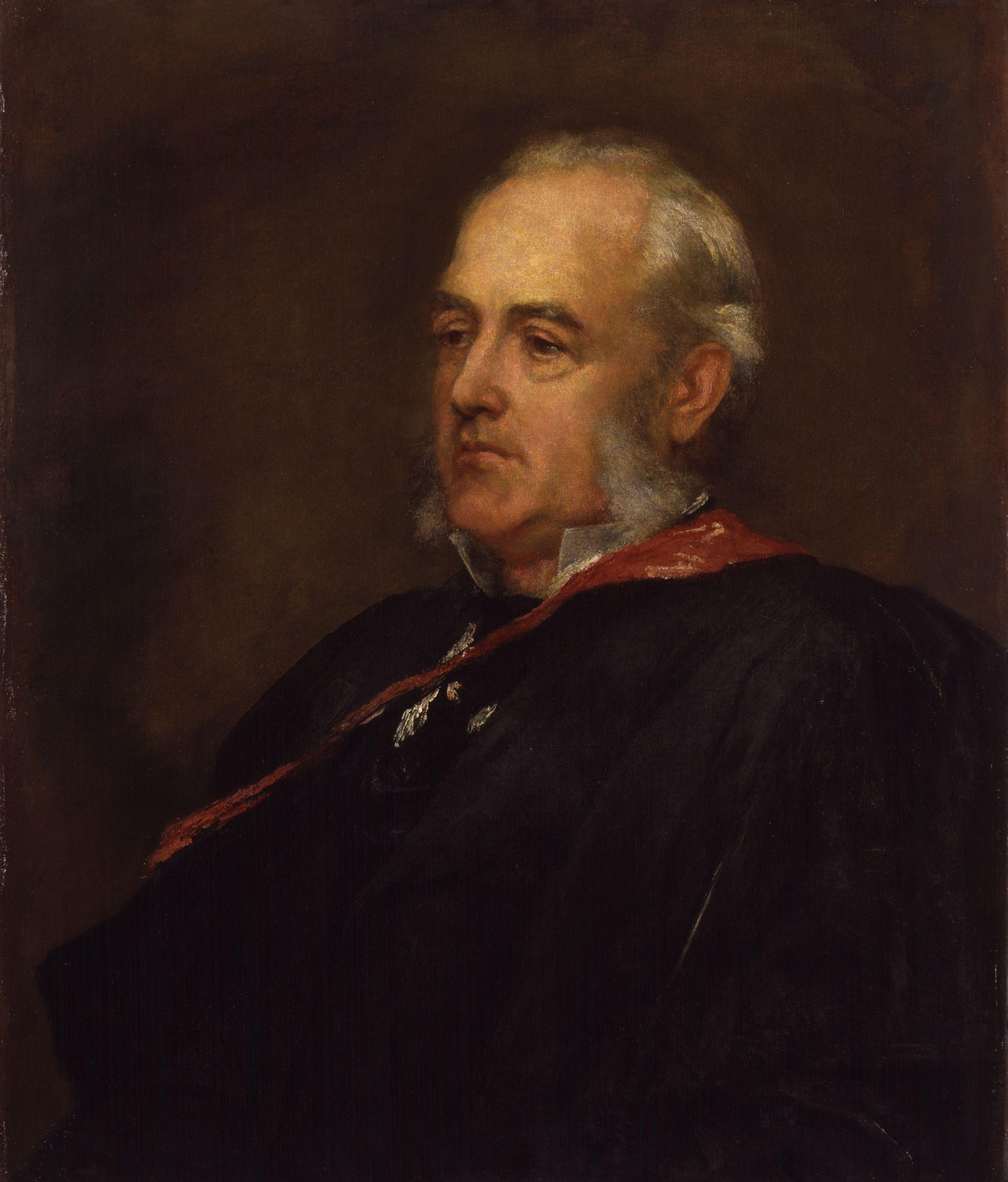
Porträt Müllers 1894/95 von George Frederic Watts

Friedrich Max Müller (im Vereinigten Königreich als Max Müller und in Indien als Max Mueller bekannt; * 6. Dezember 1823 in Dessau; † 28. Oktober 1900 in Oxford) war ein deutscher Sprach- und Religionswissenschaftler. Unter seiner Leitung erschienen die Sacred Books of the East, eine 50-bändige Reihe von englischen Übersetzungen asiatischer religiöser Schriften.

## Leben und Werk

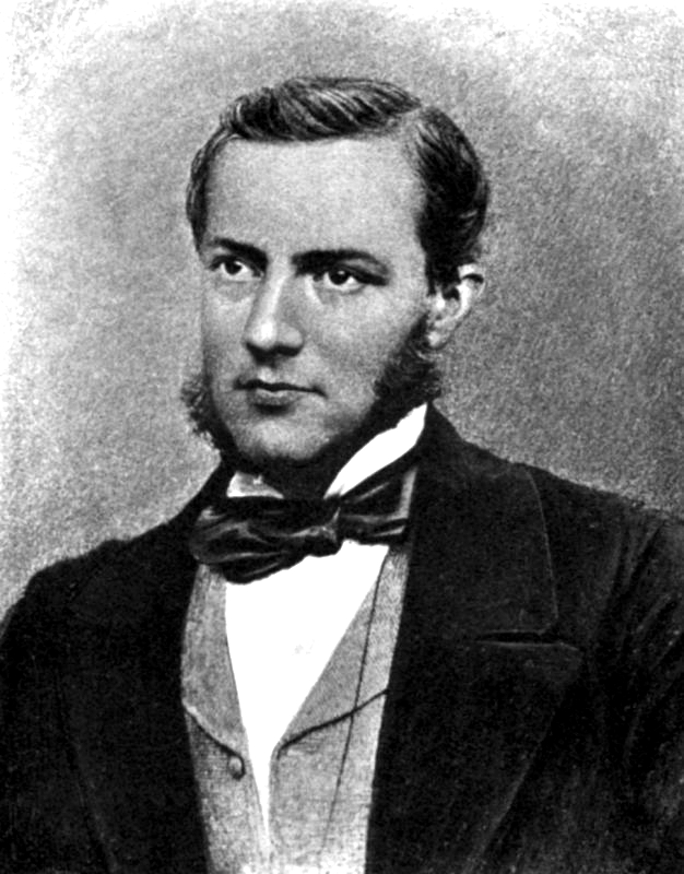
Max Müller als junger Mann

### Herkunft und Ausbildung
Müller war ein Sohn des Dichters Wilhelm Müller, dessen Liederzyklen Die schöne Müllerin und Winterreise von Franz Schubert vertont wurden. Er besuchte die Nikolaischule in Leipzig und anschließend die dortige Universität Leipzig, wo er Philologie und Philosophie studierte, sich daneben aber auch mit Arabisch und Sanskrit beschäftigte. Während seines Studiums wurde er 1841 Mitglied der burschenschaftlichen Kochei. Hier veröffentlichte er bereits eine Übersetzung des Hitopadeca (Leipzig 1844).1843 schrieb er zum Ende seiner Zeit in Leipzig seine Dissertation über das 3. Buch der Ethik Spinozas und wurde zum Dr. phil. promoviert. Anschließend ging er nach Berlin. Im Wintersemester 1844/45 studierte er dort, zusammen mit Paul de Lagarde, Persisch bei Friedrich Rückert. 1845 zog es Müller nach Paris sowie im Jahr darauf nach London. 1848 übersiedelte er nach Oxford. 1859 heiratete er die Engländerin Georgina Grenfall of Maidenhead. Mit Theodor Fontane verband ihn eine lebenslange Freundschaft.

### Akademische Karriere in England
In England veröffentlichte er im Auftrag der Englischen Ostindien-Kompanie den Rigveda mit einem ausführlichen Kommentar des Sāyaṇa (6 Bde., London 1849–1874). Daneben gab er auch eine Ausgabe ohne Kommentar heraus (London, 1877) sowie den ersten Band einer Übersetzung Rig-Veda'-Sanhità, the sacred hymns of the Brahmans (London 1869). Er überzeugte die Ostindien-Kompanie mit dem Argument, dass man zunächst die ältesten Sanskrit-Texte untersuchen müsse, um einen Einblick in die Entwicklung der indischen Religionsgeschichte erhalten zu können.
Seit 1850 hielt Müller an der Universität Oxford Vorlesungen über Literaturgeschichte und Vergleichende Grammatik. 1851 wurde er Ehrenmitglied der Universität und des Christ Church College. 1854 erhielt er eine ordentliche Professur für neue Sprachen und Literaturen. 1856 trat er in das Kuratorium der Bodleian Library ein, wo er zwischen 1865 und 1867 auch als Bibliothekar der orientalistischen Abteilung arbeitete. 1858 wurde er zum Fellow des All Souls College gewählt, 1864 in die American Academy of Arts and Sciences.  1860 bewarb er sich auf einen Lehrstuhl für Sanskrit, auf den aber Monier Monier-Williams berufen wurde. 1865 wurde er Mitglied der Preußischen Akademie der Wissenschaften. 1868 errichtete die Universität Oxford eine Professur für vergleichende Sprachwissenschaft (damals Comparative Philology) und ernannte Müller zum ersten Professor dieses Lehrstuhls.

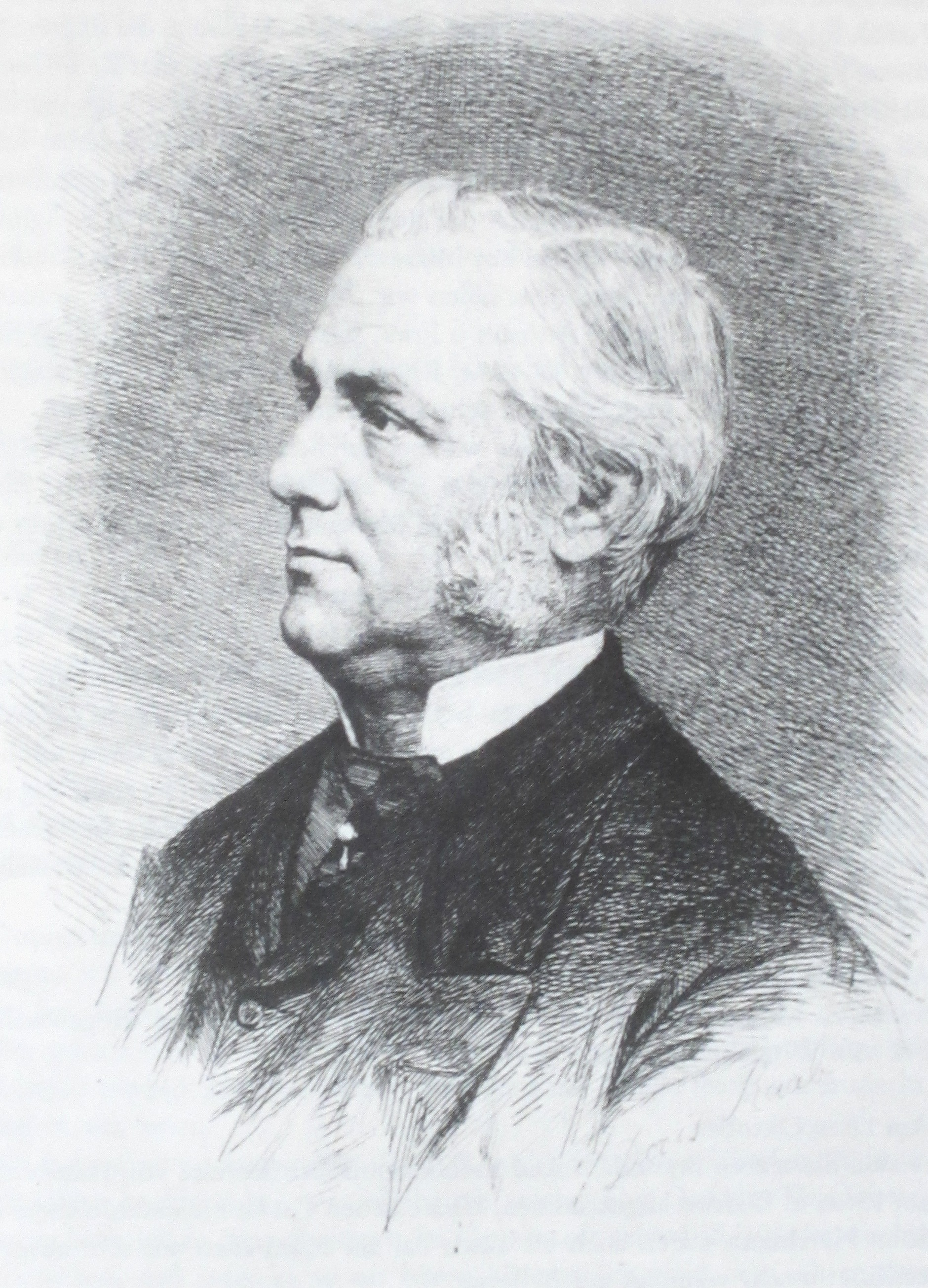
Max Müller, Stich von Doris Raab

### Ruhestand
Im Sommer 1872 hielt er als Gastprofessor Vorlesungen in Straßburg, lehnte einen Ruf aber ab. 1875 legte er seine Professur nieder, blieb aber an der Universität Oxford, um eine Reihe von Übersetzungen der heiligen Bücher des Orients herauszugeben. Bis 1896 kamen 41 Bände heraus. Im Jahr 1892 wurde Müller zum Mitglied der Akademie der Wissenschaften zu Göttingen und im Mai 1896 zum Mitglied des Privy Councils ernannt. Im Jahr 1895 begann er die Herausgabe der Reihe Sacred Books of the Buddhists. Friedrich Max Müller starb am 28. Oktober 1900 in Oxford.

### Vergleichende Religionswissenschaft
Müller beließ es nicht bei Texteditionen und Übersetzungen der wichtigsten heiligen Schriften des Orients, sondern wies unermüdlich in Büchern, Aufsätzen und Vorträgen auf deren Bedeutung hin. Insbesondere setzte er sich für die Begründung der neuen Disziplinen Vergleichende Religionswissenschaft und Vergleichende Mythenforschung ein. Unter anderem prägte er den Begriff Henotheismus. Seine Veröffentlichungen zur Religion erzeugten viel Unruhe in der Kirchenhierarchie, da sie als potentielle Gefahr für den Anspruch des Christentums auf Universalität angesehen wurden. Auf Drängen der Oxfordbewegung verzichtete er darauf, das Alte und Neue Testament in sein Werk Sacred Books of the East aufzunehmen.
Müller analysierte Mythologien und Mythen als Bewusstwerdung natürlicher Phänomene, einer Art primitive Vorwissenschaft innerhalb der kulturellen Entwicklung der Menschheit. Nach der Auffassung Müllers begannen die „Götter“ zunächst als abstrakte Begriffe zu wirken, mit denen man Ideen austauschte oder ausdrückte. Erst später wurden sie personifiziert. So seien für den indogermanischen „Vatergott“ viele verschiedene Namen entstanden: Zeus, Jupiter, Dyaus Pita. Doch könne man alle diese Formen auf das Wort dyaus zurückführen, das er als „Erscheinung“ oder „Strahlung“ auffasste. Dieses Wort führe auf deva, deus und theos als Begriffe für Gott und zu den Eigennamen Zeus und Jupiter (als deus-pater). Diese Vorstellung beeinflusste später Friedrich Nietzsche.
Darwins Prinzip der Selektion biologischer Lebewesen übertrug er auf die Entwicklung von Sprachen: Auch diese unterlägen insofern der Entwicklung durch Selektion, als sich in ihnen manche Wörter dynamisch durchsetzten und andere nicht. Er beschränkte diese Anleihe aber auf die Fortentwicklung von Sprache, anders als in der sich entwickelnden darwinistischen Theorie die auch den Ursprung der Sprache durch Selektion erklärte, ging Müller in Anlehnung an Immanuel Kant von einer weitgehend vorhandenen Anlage zur Vernunft, mithin auch zur Denk- und Sprachfähigkeit aus.

### Werke und Bedeutung
Seine Werke werden noch immer von Studenten der Indologie und der Sanskrit-Forschung in aller Welt genutzt. In Indien ist Max Müller bis heute populär – darum firmieren die deutschen Goethe-Institute in Indien unter dem Namen „Max Mueller Bhavan“. Als einer der ersten Sprachwissenschaftler befürwortete er die Einführung einer Welthilfssprache, wobei er Esperanto unter den damals vorliegenden Entwürfen den Vorzug gab.
Außerdem stammt aus seiner Feder der Roman (der von einigen eher als Langdichtung gesehen wird) Deutsche Liebe – Aus den Papieren eines Fremdlings (koreanisch Dogilin-eui sarang), der alleine im Brockhaus Verlag bis 1922 25 Mal aufgelegt wurde und zeitweise in Korea zur meistgelesenen deutschen Literatur zählte. Müllers 10.000 Bände umfassende Bibliothek mit Schwerpunkt Orientalistik wurde 1901 vom japanischen Industriellen Iwasaki Hisaya (1864–1955), Präsident des Mitsubishi-Konzerns und Gründer des Tōyō Bunko, gekauft und der Universität Tokio gestiftet. Die Sammlung ging beim Großen Kantō-Erdbeben 1923 verloren.
Die 1879 erschienenen Exercises in the Yokohama Dialect waren ihm gewidmet.

## Gegenüberstellung arischer und semitischer Sprachkulturen
Als junger Sprachforscher hatte Müller das Sanskritwort „Arier“ Mitte des 19. Jahrhunderts als Bezeichnung einer indo-germanischen Sprachgruppe eingeführt, doch durch Arthur de Gobineaus (1816–1882) Buch Essai sur l’inégalité des races humaines wurde es zum Synonym für die vermeintlich überlegene nordische „Herrenrasse“.
Einflussreich wurde Müllers Gegenüberstellung von Ariern und Semiten, denen er jeweils unterschiedliche Ideen in der Weltgeschichte zuschrieb. Arische Sprachkulturen verstand er als mythisch orientiert, semitische als „theologisch“.
Müller selbst warnte wiederholt davor, Sprachfamilien mit physischer Rasse und Abstammung zu verwechseln oder gleichzusetzen, tatsächlich protestierte er gegen solche Versuche, es verstoße gegen „jede Logik“ von „arischer Rasse“ oder „arischen Schädeln“ oder „arischem Blut“ zu reden, jedoch vergeblich. Müllers Annahmen ließen sich radikalisieren und fanden sich stark vulgarisiert und ins Rassistische gewendet in Ariosophie und Houston Stewart Chamberlains „Grundlagen des neunzehnten Jahrhunderts“ wieder. Dabei war Müllers Betonung einer geradezu brüderlichen Verwandtschaft von Indern und Europäern in Großbritannien initial stark abgelehnt worden, gerade weil sie eine implizite Stoßrichtung gegen die als selbstverständlich gesehene Überlegenheit britischer Kolonialherren hatte. Die Frage beispielsweise, ob qualifizierte indische Richter im kolonialen Indien auch Weiße aburteilen durften, bejahte Müller im Gegensatz zur Mehrheitsmeinung und damaligen Praxis und vertrat das öffentlich. Ironischerweise benutzte Müller den Begriff Arier, weil er irrtümlich davon ausging, dieser ließe sich aufgrund seiner ausländischen Herkunft aus dem Zend-Avesta und dem Rigveda nicht für europäischen Chauvinismus missbrauchen.

## Schliemann und Troja
Müller ging es in der wissenschaftlichen, damals nannte man es vergleichende, Mythologie nicht um einen Wirklichkeitsbezug, sondern um die immanenten Formgesetze von Mythen der verschiedenen Völker und Traditionen. Bei Homers Ilias meinte Müller als eigentliches Thema einen Kampf der Sonne mit den Wolken erkennen zu können und verglich die Ilias mit dem Nibelungenlied, dem er ebenfalls einen historischen Kern absprach. Auch bei Homers Ilias liege kein historischer Kern vor, der von einem nicht-realen Stoff verbrämt worden sei. Vielmehr sei ein nicht-realer Stoff von Homer nachträglich mit einem historischen Ort in Verbindung gebracht worden.
Als sich Müller und Heinrich Schliemann in London begegneten, hatte Schliemann dessen Vorlesungen über die Wissenschaft der Sprache bereits gelesen. Schritt um Schritt gelang es Schliemann, Müllers Abneigung gegen die Historizität von Homers Troja abzubauen, auch wenn letzte Vorbehalte blieben. Müller machte im Gegenzug Schliemann in der wissenschaftlichen Welt Englands salonfähig.

## Werke

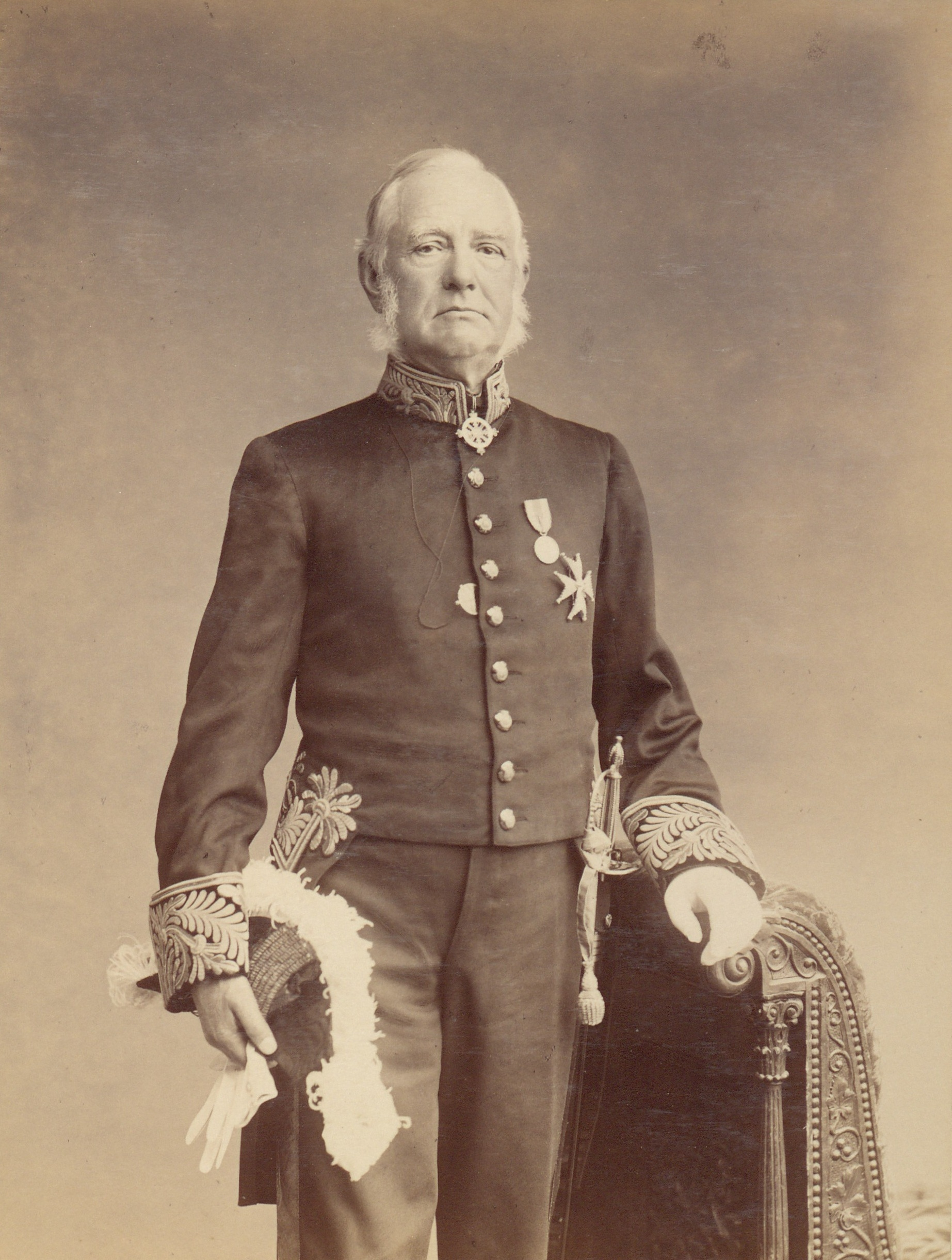
Müller um 1890–1900

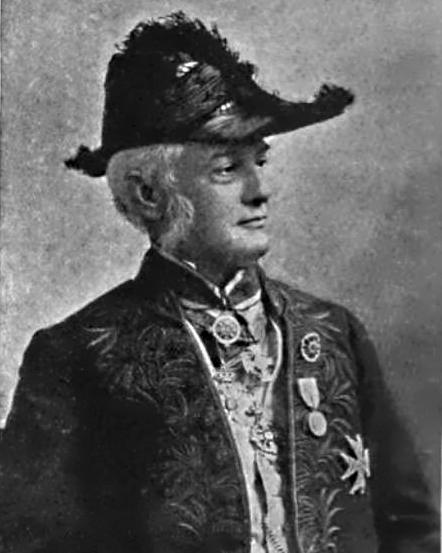
Müller um 1898

- Beiträge zur Kenntniss der indischen Philosophie: I. Kanàda's Vaiçeshika-Lehre. In: Zeitschrift der Deutschen Morgenländischen Gesellschaft, Band 6 (1852). S. 1–34 (Digitalisat).
- Beiträge zur Kenntniss der indischen Philosophie: I. Kanàda's Vaiçeshika-Lehre (Fortsetzung). In: Zeitschrift der Deutschen Morgenländischen Gesellschaft, Band 6 (1852). S. 219–242 (Digitalisat).
- Beiträge zur Kenntniss der indischen Philosophie: I. Kanàda's Vaiçeshika-Lehre (Fortsetzung). In: Zeitschrift der Deutschen Morgenländischen Gesellschaft, Band 7 (1853). S. 287–313 (Digitalisat).
- Das Mahâbhâshya, in: Zeitschrift der Deutschen Morgenländischen Gesellschaft 7 (1853), S. 162–171. (Digitalisat).
- Ueber eine Stelle in Yâska's Commentar zum Naighantuka, Provincialismen betreffend. In: Zeitschrift der Deutschen Morgenländischen Gesellschaft, Band 7. 1853. S. 373–377 (Digitalisat).
- Letter to Chevalier Bunsen on the classification of the Turanian languages. London 1854.
- Die Todtenbestattung bei den Brahmanen. In: Zeitschrift der Deutschen Morgenländischen Gesellschaft, Band 9. 1855. S. I–LXXXII (Digitalisat).
- Deutsche Liebe. Aus den Papieren eines Fremdlings. Brockhaus, Leipzig 1857.
- Dagobas aus Ceylon. In: Zeitschrift der Deutschen Morgenländischen Gesellschaft, Band 12. 1858. S. 514–517 (Digitalisat).
- Essay on comparative mythology. London 1858.
- History of ancient Sanskrit literature. London 1859.
- Lectures on the science of language, 2 Serien. London 1861–1864.
  - deutsche Ausgabe: Vorlesungen über die Wissenschaft der Sprache. 2 Bände. Mayer, Leipzig 1863/66; 3. A. Klinkhardt, Leipzig 1870/1875.
- On the stratification of language, London 1868
- Chips from a German workshop, 4 Bände. London 1868–1875. Deutsche Ausgabe: Essays. 4 Bände. Engelmann, Leipzig 1869.
- Introduction to the science of Religion: Four Lectures. London 1873.
  - deutsche Ausgabe: Einleitung in die vergleichende Religionswissenschaft. Trübner, Straßburg 1874.
- Lectures on the origin and growth of religions as illustrated by the religions of India. London 1878.
  - deutsche Ausgabe: Vorlesungen über den Ursprung und die Entwickelung der Religion. Trübner, Straßburg 1880.
- Selected essays, 2 Bände. London 1881.
- India what can it teach us? London 1883.
  - deutsche Ausgabe: Indien in seiner weltgeschichtlichen Bedeutung. Engelmann, Leipzig 1884.
  - Teilausgabe: Was kann Indien uns lehren. Lotos, Berlin 2000, ISBN 3-86176-005-3.
- Science of Thought. London 1887.
  - deutsche Ausgabe: Das Denken im Lichte der Sprache. Engelmann, Leipzig 1888; Reprint: Minerva, Frankfurt am Main 1983, ISBN 3-86598-299-9.
- Natural Religion. London 1889.
  - deutsche Ausgabe: Natürliche Religion. Engelmann, Leipzig 1890.
- Physical Religion. London 1891.
  - deutsche Ausgabe: Physische Religion. Engelmann, Leipzig 1892.
- Anthropological Religion. London & New York 1892.
  - deutsche Ausgabe: Anthropologische Religion. Engelmann, Leipzig 1894; Reprint: VDM, Saarbrücken 2007, ISBN 978-3-8364-2417-2.
- Theosophy, or psychological Religion. London 1893; Reprint: VDM, Saarbrücken 2007, ISBN 978-3-8364-2418-9.
  - deutsche Ausgabe: Theosophie oder Psychologische Religion. Engelmann, Leipzig 1895.
- Contributions to the science of mythology. 2 Bände. London 1897.
- The six systems of indian Philosophy. London 1899.
- Das Pferdebürla. Berlin, Paetel, 1899.
- My autobiography. A Fragment. Charles Scribner’s Sons, New York 1901.
  - deutsche Ausgabe: Aus meinem Leben. Fragmente zu einer Selbstbiographie. Perthes, Gotha 1902.